# سعيد الرزيقي
سعيد الرزيقي (مواليد 12 ديسمبر 1986 في مسقط) هو لاعب كرة قدم عماني لعب في منتخب سلطنة عمان لكرة القدم كمهاجم.

## إنطر أيضا
- كانو
- عماد الحوسني
- منتخب عمان

## روابط خارجية
- سعيد الرزيقي على موقع قاعدة بيانات كرة القدم.إي يو (الإنجليزية)
- سعيد الرزيقي على موقع ناشيونال فوتبول تيمز (الإنجليزية)
- سعيد الرزيقي على موقع Soccerway.com (الإنجليزية)
- سعيد الرزيقي على موقع كووورة